# De Leugen (film)
De Leugen is een Nederlandse documentairefilm uit 2010 van Robert Oey. De film ging in première op 25 september 2010 tijdens het Nederlands Film Festival en werd op 23 december 2010 uitgezonden door coproducent VPRO in de serie Holland Doc. De film werd in 2011 uitgebracht op dvd.

## Inhoud
De film behandelt de val van Ayaan Hirsi Ali nadat bleek dat ze bij haar asielaanvraag had gelogen. De film bevat interviews en gesprekken met onder andere Ayaan Hirsi Ali, Rita Verdonk, Hilbrand Nawijn, Femke Halsema, Britta Böhler, Frans Weisglas, Chris Rutenfrans, Volkskrantcommentator Hans Wansink, journaliste Jutta Chorus en de schooldirecteur van Hirsi Ali. Door de film heen komt ook een asielzoekster aan het woord over haar eigen asielprocedure.

## Muziek
De film bevat twee liedjes van Roos Rebergen. Bijzonder is dat ook Rita Verdonk en Femke Halsema ieder een lied zingen. Ook Hilbrand Nawijn zingt een lied met het overwegend Iraanse personeel van een restaurant terwijl hij op zijn eten wacht.

## Archiefopnamen
De film bevat archiefbeelden van de persconferentie waarin Hirsi Ali haar vertrek uit de Tweede Kamer aankondigt, de uitzending van Zembla en een  interview met Hirsi Ali uit 1992 door de Nederlandse Moslim Omroep en verder archiefopnamen van onder andere stand.nl en het NOS Journaal en Tweede Kamerdebatten.